# پوینت آو راکس (وایومینگ)
پوینت آو راکس (به انگلیسی: Point of Rocks) یک منطقهٔ مسکونی در ایالات متحده آمریکا است که در شهرستان سوئیت‌واتر، وایومینگ واقع شده‌است. پوینت آو راکس ۴٫۷ کیلومتر مربع مساحت و ۳ نفر جمعیت دارد و ۱٬۹۹۰ متر بالاتر از سطح دریا واقع شده‌است.